# CalculiX
CalculiX ist ein freies, unter der GPL stehendes Finite-Elemente-Programm. Es wird von Guido Dhondt und Klaus Wittig, beides Mitarbeiter der Firma MTU Aero Engines, zur dreidimensionalen Strukturberechnungen entwickelt. Es nutzt dabei das Abaqus-Eingabeformat für den Gleichungslöser. Daher lassen sich zahlreiche Prä- und Postprozessoren nutzen.
Bei numerischen Strömungssimulationen versteht sich CalculiX mit den freien CFD-Programmen duns, ISAAC und OpenFOAM. Auch mit den kommerziellen FEM-Programmen Nastran und Ansys, dem freien FEM-Programm Code Aster und der Cloud-basierten Plattform SimScale kann CalculiX zusammenarbeiten.
Mithilfe der freien Kopplungsbibliothek preCICE ist es möglich, Berechnungen zu koppeln. Beispielsweise sind Simulationen von Fluid-Struktur-Interaktion (FSI) mit SU2, konjugierter Wärmeübertragung mit OpenFOAM und Struktur-Struktur-Interaktion (SSI) mit Calculix selbst möglich.
Im universitären Umfeld wird CalculiX beispielsweise von der "FAM – Fachgruppe Angewandte Mechanik" an der Universität Paderborn eingesetzt.
Neben dem Einsatz in Linux oder anderen Unix-Versionen wie MacOSX stehen auch Windowsinstallationen zur Verfügung. Zu den bisherigen kommt nun in Windows 10 ab Version 1709 das Subsystem Linux (WSL). Dabei wird ein Linux wie Ubuntu oder Suse installiert und zusammen mit einem X-Server für Windows können nun tausende Linux-Programme wie Calculix auch mit Fenstern in Windows 10 ohne virtuelle Maschinen direkter genutzt werden.
Das parametrische Open-Source CAD-Programm FreeCAD nutzt in seinem FEM-Modul CalculiX als den Standardsolver.